# Bitcoin Gold
Bitcoin Gold — криптовалюта, створена під час хардфорка криптовалюти Bitcoin. Хардфорк відбувся у жовтні 2017 року на блоці № 491407. Bitcoin Gold працює на алгоритмі Equihash, який оптимізований під майнінг на відеокартах. Керівником проєкту виступає Джек Ляо — генеральний директор майнінгової компанії з Гонконгу LightningASIC.
Слоган проєкту — «Зробимо Bitcoin децентралізованим знову» (англ. «Make Bitcoin decentalized again»).